# Claus Ropers
Claus Ropers (* 18. April 1977 in Stade) ist ein deutscher Festkörperphysiker, der sich mit Nanooptik und ultraschneller Dynamik befasst. Er hat einen Lehrstuhl für Experimentelle Festkörperphysik an der Georg-August-Universität Göttingen und ist seit 2020 Direktor am Max-Planck-Institut für biophysikalische Chemie in Göttingen.

## Leben und Wirken
Ropers studierte an der Universität Göttingen und in Berkeley und wurde 2007 an der Humboldt-Universität Berlin promoviert (Femtosecond excitations in metallic nanostructures : from ultrafast light confinement to a local electron source). Für die am Max-Born-Institut für Nichtlineare Optik und Kurzzeitspektroskopie erstellte Dissertation erhielt er den Carl-Ramsauer-Preis. Er ist seit 2008 Gruppenleiter und Professor am IV. Physikalischen Institut der Universität Göttingen (Courant Forschungszentrum).
Er untersucht die ultraschnelle Dynamik von Festkörpern und Nanostrukturen mit neuartigen Instrumenten auf Basis ultrakurzer laserinduzierter Elektronenpulse, zum Beispiel bei der ultraschnellen Transmissions-Elektronenmikroskopie (UTEM) und Niederenergie-Elektronenbeugung (ULEED). Außerdem untersucht er nichtlineare optische Prozesse in Metall-Nanostrukturen: Lokalisierte Photoemission aus metallischen Nanospitzen (Starkfeld-Photodynamik) und deren Terahertz-Kontrolle, Erzeugung von Extrem-UV in plasmonischen metallischen Nano-Strukturen, linsenlose Abbildung mit hohen Harmonischen.
2007 berichtete er mit D. Solli u. a. über „Monsterwellen“ (rogue waves) in der Optik. 2020 trat Claus Ropers eine Direktorenstelle am Göttinger Max-Planck-Institut für biophysikalische Chemie im Nebenamt an. Seit Juli 2021 ist er dort im Hauptamt tätig.
2021 war er Kandidat der Sendung Wer wird Millionär? und gewann 64.000 €.

## Preise und Auszeichnungen
2008 erhielt Ropers den Nanowissenschafts-Preis der Arbeitsgemeinschaft der Nanotechnologie-Kompetenzzentren in Deutschland und den nach Carl Ramsauer benannten Preis der Berliner und Potsdamer Universitäten, 2010 die Robert-Wichard-Pohl-Medaille der Georg-August-Universität Göttingen und 2013 den Walter-Schottky-Preis der Deutschen Physikalischen Gesellschaft. 2017 erhielt er den Klung-Wilhelmy-Wissenschafts-Preis und 2018 den Gottfried-Wilhelm-Leibniz-Preis. Für 2019 wurde Ropers der Ernst-Ruska-Preis zugesprochen, 2021 wurde er in die Akademie der Wissenschaften zu Göttingen gewählt.
2022 erhielt er den Advanced Grant des Europäischen Forschungsrates für sein Projekt Development and Application of Ultrafast Low-Energy Electron Microscopy.

## Schriften
- mit D. J. Park u. a.: Femtosecond light transmission and subradiant damping in plasmonic crystals. In: Physical Review Letters 94, 2005: S. 113901.
- mit D. R. Solli, P. Koonath, B. Jalali: Optical rogue waves. In: Nature 450, 2007: 1054–1057.
- mit C. C. Neacsu u. a.: Grating-coupling of surface plasmons onto metallic tips: a nanoconfined light source. In: Nano letters 7, 2007: 2784–2788.
- mit D. R. Solli, C. P. Schulz, C. Lienau, T. Elsaesser: Localized multiphoton emission of femtosecond electron pulses from metal nanotips. In: Physical Review Letters 98, 2007: 043907.
- mit K. G. Lee u. a.: Vector field microscopic imaging of light. In: Nature Photonics 1, 2007: 53–56.
- mit D. R. Solli, B. Jalali: Active control of rogue waves for stimulated supercontinuum generation. In: Physical Review Letters 101, 2008: S. 233902.
- mit M. Breusing, T. Elsaesser: Ultrafast carrier dynamics in graphite. In: Physical Review Letters 102, 2009: S. 086809.
- mit R. Bormann, M. Gulde, A. Weismann, S. V. Yalunin: Tip-enhanced strong-field photoemission. In: Physical Review Letters 105, 2010: S. 147601.
- mit M. Breusing u. a.: Ultrafast nonequilibrium carrier dynamics in a single graphene layer. In: Physical Review B 83, 2011: S. 153410.
- mit G. Herink, D. R. Solli, M. Gulde: Field-driven photoemission from nanostructures quenches the quiver motion. In: Nature 483, 2012: 190–193.
- mit M. Sivis, M. Duwe, B. Abel: Extreme-ultraviolet light generation in plasmonic nanostructures. In: Nature Physics 9, 2013: 304–309. Abstract
- mit Max Gulde u. a.: Ultrafast low-energy electron diffraction in transmission resolves polymer/graphene superstructure dynamics. In: Science 345, 2014: 200–204.
- mit L. Wimmer u. a.: Terahertz control of nanotip photoemission. In: Nature Physics 10, 2014: 432–436.
- mit Armin Feist, Katharina Echternkamp, Jakob Schauss, Sergey V. Yalunin, Sascha Schäfer: Quantum coherent optical phase modulation in an ultrafast transmission electron microscope. In: Nature 521, 2015: 200–203.
- mit G. Herink, B. Jalali, D. R. Solli: Resolving the build-up of femtosecond mode-locking with single-shot spectroscopy at 90 MHz frame rate. In: Nature Photonics 10, 2016: 321–326.
- mit Murat Sivis, P. B. Corkum u. a.: Tailored semiconductors for high-harmonic optoelectronics. In: Science 357, 2017: 303–306.
- mit anderen: Real-time spectral interferometry probes the internal dynamics of femtosecond soliton molecules. In: Science 356, 2017: 50–54.
- mit G. Storeck, J. G. Horstmann u. a.: Structural dynamics of incommensurate charge-density waves tracked by ultrafast low-energy electron diffraction. In:  Struct Dyn 7, 3, 2020: S. 034304. PMC 7311179 (freier Volltext)